# Meridiano 10 E

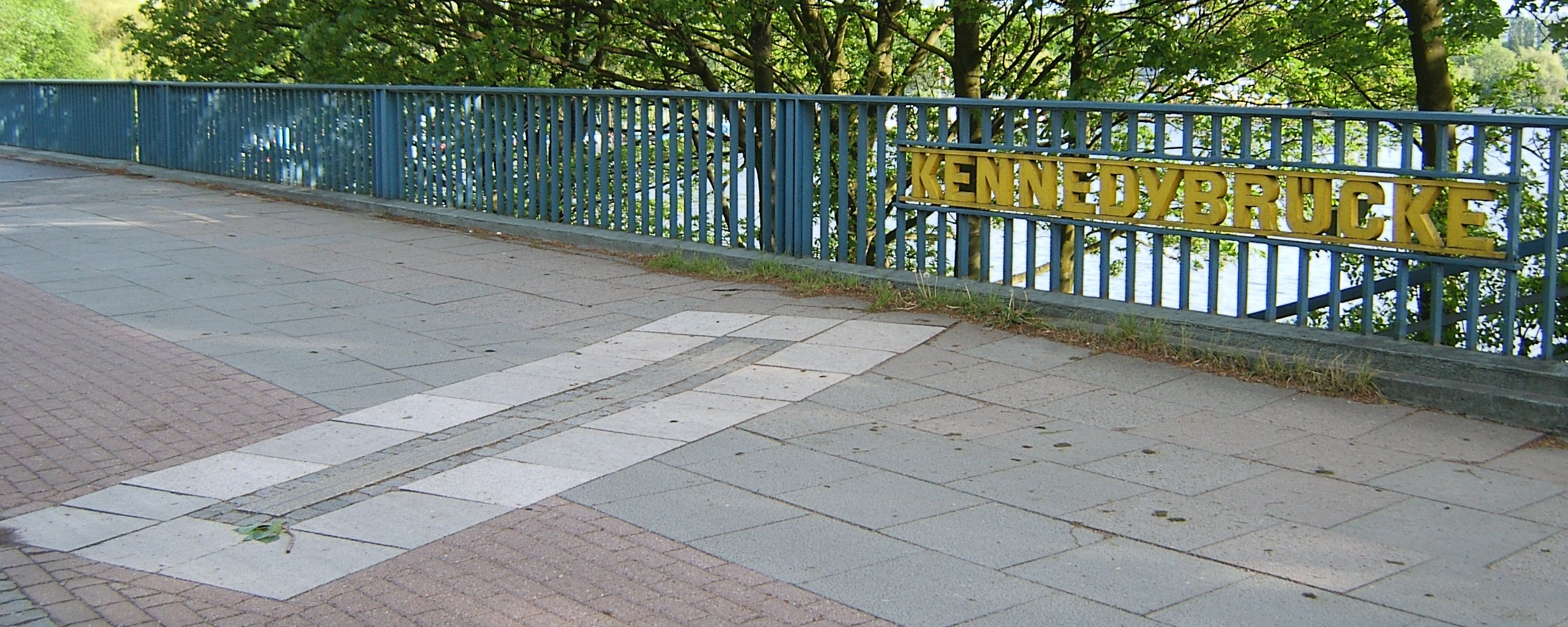
Marca do meridiano 10 E em Hamburg-St. Georg, Hamburgo, Alemanha

O meridiano 10 E é um meridiano que, partindo do Polo Norte, atravessa o Oceano Ártico Europa, Mar Mediterrâneo, África, Oceano Atlântico, Oceano Antártico, Antártida e chega ao Polo Sul. Forma um círculo máximo com o Meridiano 170 W.
Começando no Polo Norte, o meridiano 10 Este tem os seguintes cruzamentos:
| País, território ou mar | Notas |
| ----------------------- | --- |
| Oceano Ártico           | |
| Oceano Atlântico        | |
| Noruega                 | |
| Escagerraque            | |
| Dinamarca               | Vendsyssel-Thy, Península da Jutlândia e ilhas de Funen e Als                                                                            |
| Alemanha                | Passa em Hamburgo |
| Áustria                 | |
| Suíça                   | |
| Itália                  | |
| Mar Mediterrâneo        | Passa a leste da ilha de Capraia, Itália · Passa a oeste das ilhas de Elba e Pianosa, Itália · Passa a leste da ilha da Sardenha, Itália |
| Tunísia                 | |
| Líbia                   | |
| Argélia                 | |
| Níger                   | |
| Nigéria                 | |
| Camarões                | |
| Guiné Equatorial        | |
| Gabão                   | |
| Oceano Atlântico        | |
| Oceano Antártico        | |
| Antártida               | Terra da Rainha Maud, reclamada pela Noruega                                                                                             |